# Shaolin - La leggenda dei monaci guerrieri
Shaolin - La leggenda dei monaci guerrieri (Xin shao lin si) è un film del 2011 diretto da Benny Chan.

## Trama
Cina, anni Venti del secolo scorso. La guerra tra vari signorotti locali infiamma il gigante asiatico, provocando morte e distruzione. Uno di questi, lo sprezzante Hou Jie, uccide crudelmente il suo avversario Huo Long, rifugiatosi all’interno del tempio di Shaolin. La sua bramosia lo porterà successivamente a progettare l’assassinio di Song Hu, suo fratello di sangue e a scontrarsi con il suo secondo, Cao Man, mettendo a rischio la sua stessa esistenza e quella dei suoi familiari, in abissi di violenza senza fine.
Morta sua figlia in una congiura fallita, Hou Jie comprende il suo passato di assassino e decide di redimersi facendosi Monaco buddista nel Tempio, venendo accolto nella famiglia. Dopo alcuni anni, la vita nel Tempio scorre tranquilla, Hou Jie fa amicizia col capocuoco Wodao e con i giovani del villaggio, scoprendo però un giorno che i soldi inviati alle povere famiglie della borgata dai loro figli al lavoro di costruzione della ferrovia, per conto di finanzieri americani, non arriva più.
Infatti i giovani sono trattati nei cantieri dal generale Cao Man, ora suo dichiarato nemico, alla ricerca di reperti archeologici da commerciare clandestinamente per la sua bramosia di ricchezza. 
Ho Jie in una notte riesce a sequestrate un carro di corpi in preparazione per la sepoltura e lo riporta al villaggio del Tempio, facendo scoprire ai monaci l'attuale carneficina. I soldati a guardia corrono dal generale Cao Man rivelando che Hou Jie non era morto anni fa nella congiura da lui ordinata contro la sua famiglia e d precipita al Tempio per ucciderlo, non sapendo però che anche gli americani, sprezzanti degli accordi stipulati, si sono acquartierati per cannoneggiare il santuario, con scopo di uccidere tutti, per non rivelare i progetti di appropriazione indebita dei reperti archeologici. 
In un aspro duello sotto i colpi di mortaio, Cao Meng solo alla fine comprenderà il vero senso della pietà, quando vedrà Hou Jie sacrificarsi per lui, mentre il capocuoco e i monaci superstiti coi paesani abbandonano il tempio per un rifugio sicuro sulle montagne.

## Distribuzione
| Paese         | Data             | Note                                |
| ------------- | ---------------- | ----------------------------------- |
| Australia     | 20 gennaio 2011  |                                     |
| Nuova Zelanda | 20 gennaio 2011  |                                     |
| Singapore     | 20 gennaio 2011  |                                     |
| Taiwan        | 21 gennaio 2011  |                                     |
| Indonesia     | 25 gennaio 2011  |                                     |
| Filippine     | 26 gennaio 2011  |                                     |
| Hong Kong     | 27 gennaio 2011  |                                     |
| Corea del Sud | 25 agosto 2011   |                                     |
| USA           | 9 settembre 2011 | (parziale)                          |
| Giappone      | 26 ottobre 2011  | (Tokyo International Film Festival) |
| Germania      | 7 novembre 2011  | (DVD)                               |
| Giappone      | 19 novembre 2011 |                                     |
| Olanda        | 6 dicembre 2011  | (DVD)                               |
| Argentina     | 9 maggio 2012    | (DVD)                               |
| Vietnam       | 18 febbraio 2013 |                                     |
| Italia        | 23 aprile 2013   | (DVD)                               |
| Kuwait        | 18 luglio 2013   |                                     |